# هيروكي سوغاجيما
هيروكي سوغاجيما (باليابانية: 菅嶋 弘希) (11 مايو 1995 في تشوفو في اليابان – )؛ هو لاعب كرة قدم ياباني سابق كان يلعب كمهاجم.

## وصلات خارجية
- هيروكي سوغاجيما على موقع رابطة كرة القدم اليابانية للمحترفين (اليابانية)
- هيروكي سوغاجيما على موقع قاعدة بيانات كرة القدم.إي يو (الإنجليزية)
- هيروكي سوغاجيما على موقع Soccerway.com (الإنجليزية)
- هيروكي سوغاجيما على موقع عالم كرة القدم.نت (الإنجليزية)